# Jon Dorenbos
Jonathan Paul Dorenbos (* 21. Juli 1980 in Humble, Texas) ist ein ehemaliger US-amerikanischer American-Football-Spieler auf der Position des Long Snappers. Er war zuletzt bei den New Orleans Saints in der National Football League (NFL) unter Vertrag. Zuvor spielte er bereits bei den Buffalo Bills, den Tennessee Titans und elf Saisonen lang bei den Philadelphia Eagles, wo er zahlreiche Franchise-Rekorde hält.
In den USA erlangte er weit über den Football hinaus Berühmtheit durch seine Auftritte als Zauberkünstler.

## Jugend und College
Dorenbos verbrachte, nachdem sein Vater seine Mutter ermordet hatte, einige Zeit im Waisenhaus. Zu jener Zeit begann er mit der Zauberei. Später wurde er von Tante und Onkel adoptiert.
Dorenbos, der in seiner Jugend auch ein talentierter und erfolgreicher Basketball-, Baseball- und Hockey-Spieler war, besuchte zunächst das Golden West College, wo er sowohl als Linebacker als auch als Fullback aufgeboten wurde, wechselte aber bald schon auf die University of Texas at El Paso und spielte für deren Team, die Miners, als Long Snapper College Football.

## NFL

### Buffalo Bills
Dorenbos fand beim NFL Draft 2003 keine Berücksichtigung, wurde aber danach von den Buffalo Bills als Free Agent verpflichtet. In seiner Rookie-Saison kam er in allen 16 Partien zum Einsatz. Seine zweite Spielzeit war wegen einer Knieverletzung nach 13 Spielen zu Ende. 2005 schaffte er es nicht ins Team und wurde knapp vor Beginn der Regular Season entlassen.

### Tennessee Titans
Ende Oktober wurde Dorenbos von den Tennessee Titans unter Vertrag genommen und bestritt für das Team die letzten neun Partien der Saison. Im März wurde er wieder entlassen, im Oktober 2006 wieder kurzfristig für eine Partie verpflichtet, bevor er das Team endgültig verließ.

### Philadelphia Eagles
Nachdem Mike Bartrum verletzungsbedingt seine Karriere beenden musste, wechselte Dorenbos zu den Philadelphia Eagles. Er blieb elf Jahre bei dieser Franchise und bestritt 162 Spiele in Folge. Kein anderer Spieler hat öfter für die Eagles gespielt. In dieser Zeit wurde er zweimal in den Pro Bowl berufen.

### New Orleans Saints
Wurde sein Vertrag im November 2016 noch von den Eagles bis 2019 verlängert, so wechselte Dorenbos im August 2017 im Tausch gegen einen Siebtrundenpick im NFL-Draft 2019 zu den New Orleans Saints. Am 8. September 2017 wurde er von den Saints entlassen.
Am 8. September wurde bei Dorenbos ein Aortenaneurysma entdeckt, weswegen er sich einer Herzoperation unterziehen muss. Dorenbos wird auf Grund seiner Erkrankung kein Profifootball mehr spielen können. Noch bevor der Trade offiziell annulliert wurde, verzichteten die Eagles auf den zusätzlichen Draftpick.
Nachdem die Philadelphia Eagles den Super Bowl LII gewannen, gab Dorenbos bekannt, dass ihm sein ehemaliges Team auf Grund seiner Verdienste einen Super-Bowl-Ring übergeben werde. 2018 konnte Jon Dorenbos ihn zeigen.

## Zauberei
Schon als Student trat Dorenbos regelmäßig als Zauberer auf, sogar in Las Vegas, wobei er vor allem mit seinen Kartentricks verblüffte. Wirkliche Berühmtheit erlangt er durch die Teilnahme an der elften Staffel der beliebten Talenteshow America's Got Talent, wo er bis ins Finale kam und erneut 2019 im Ableger The Champions auftrat.